# Badmintonmeisterschaft der Cookinseln 2021
Die Badmintonmeisterschaft der Cookinseln 2021 fand vom 12. bis zum 20. November 2021 in Nikao auf Rarotonga statt.

## Medaillengewinner
| Disziplin    | Gold                           | Silber                             | Bronze                               |
| ------------ | ------------------------------ | ---------------------------------- | ------------------------------------ |
| Herreneinzel | Agus Hariyanto                 | Brendan Lee                        | Emanuela Mataio                      |
| Herreneinzel | Agus Hariyanto                 | Brendan Lee                        | Eric Gamez                           |
| Dameneinzel  | Te Pa O Te Rangi Tupa          | Loureina Kureta                    | Tereapii Akavi                       |
| Dameneinzel  | Te Pa O Te Rangi Tupa          | Loureina Kureta                    | Kariana Hagai                        |
| Herrendoppel | Eric Gamez Danny Simpson       | Daniel Akavi Emanuela Mataio       | Zarrian Heather-Rau Kaiyin Mataio    |
| Herrendoppel | Eric Gamez Danny Simpson       | Daniel Akavi Emanuela Mataio       | Agus Hariyanto Baktiar Rifai         |
| Damendoppel  | Kariana Hagai Eleanor Wichman  | Loureina Kureta Tuaanaore Mitchell | Tereapii Akavi Te Pa O Te Rangi Tupa |
| Damendoppel  | Kariana Hagai Eleanor Wichman  | Loureina Kureta Tuaanaore Mitchell | Vaitea Ama Tehani Matapo             |
| Mixed        | Emanuela Mataio Tereapii Akavi | Daniel Akavi Te Pa O Te Rangi Tupa | Agus Hariyanto Loureina Kureta       |
| Mixed        | Emanuela Mataio Tereapii Akavi | Daniel Akavi Te Pa O Te Rangi Tupa | Damus Matakino Kariana Hagai         |